# Selenicereus pteranthus
Selenicereus pteranthus là một loài thực vật có hoa trong họ Cactaceae. Loài này được (Link ex A. Dietr.) Britton & Rose miêu tả khoa học đầu tiên năm 1909.

## Hình ảnh

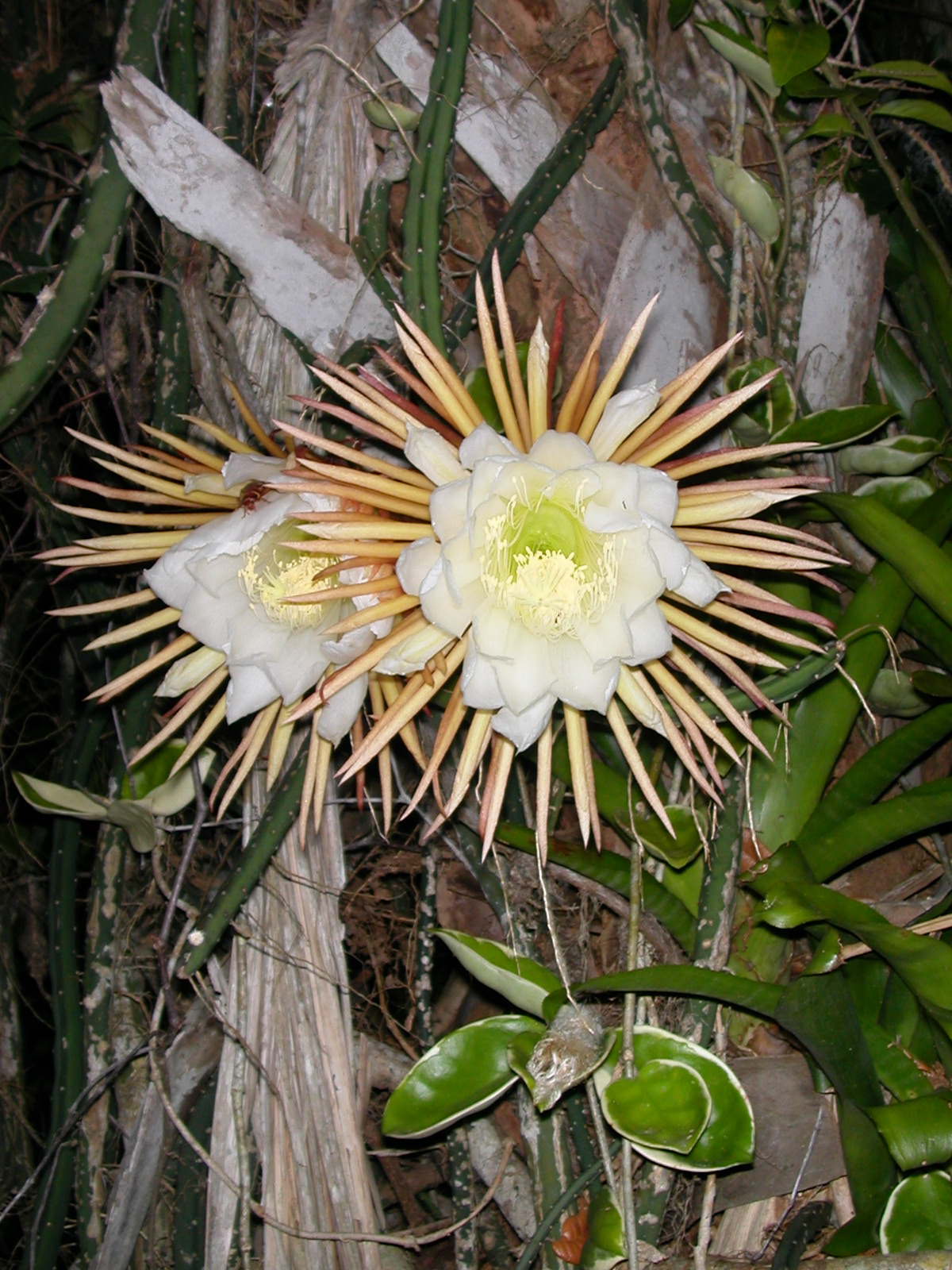
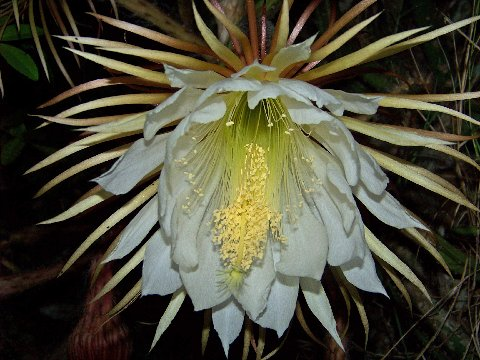
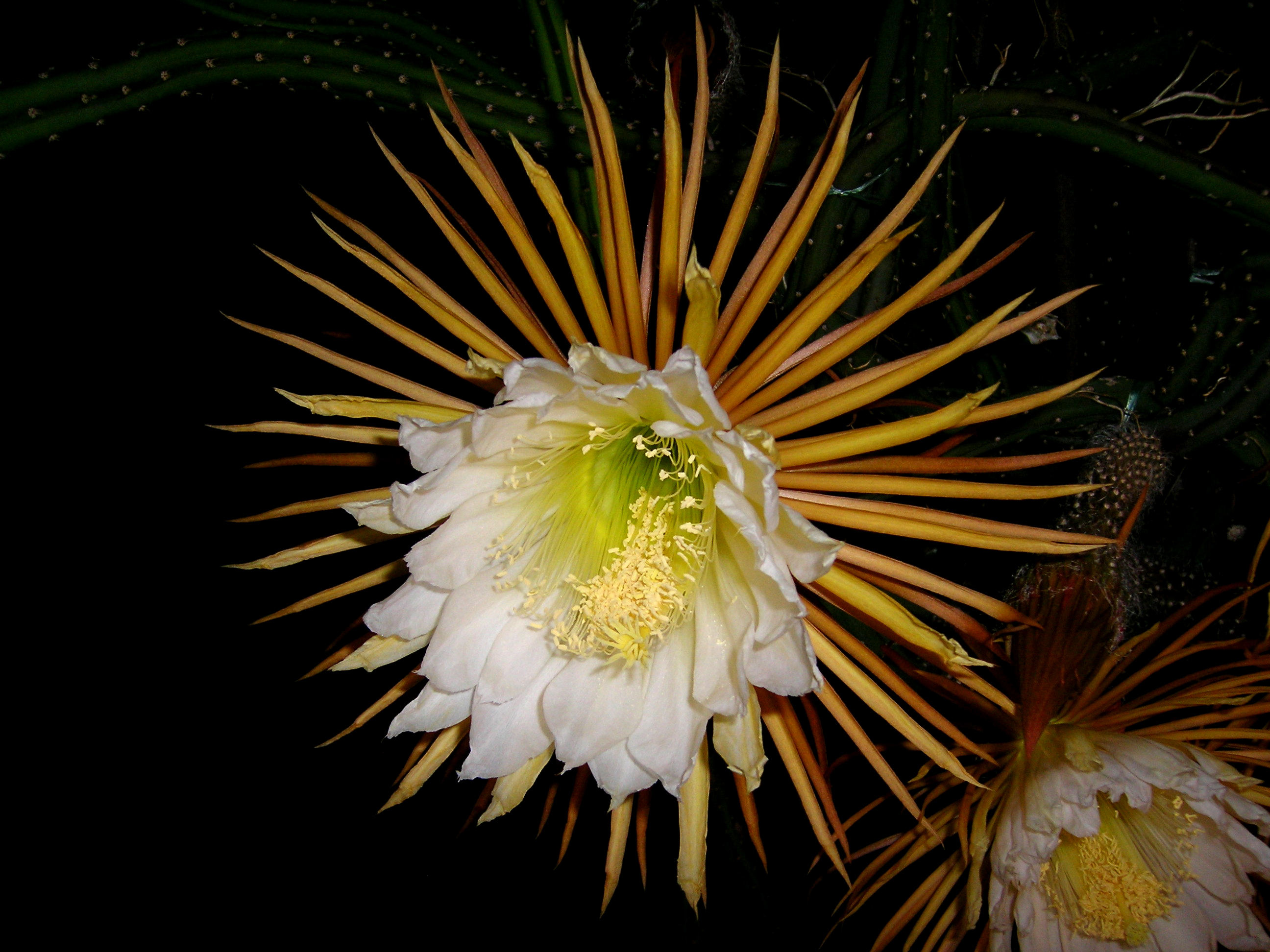
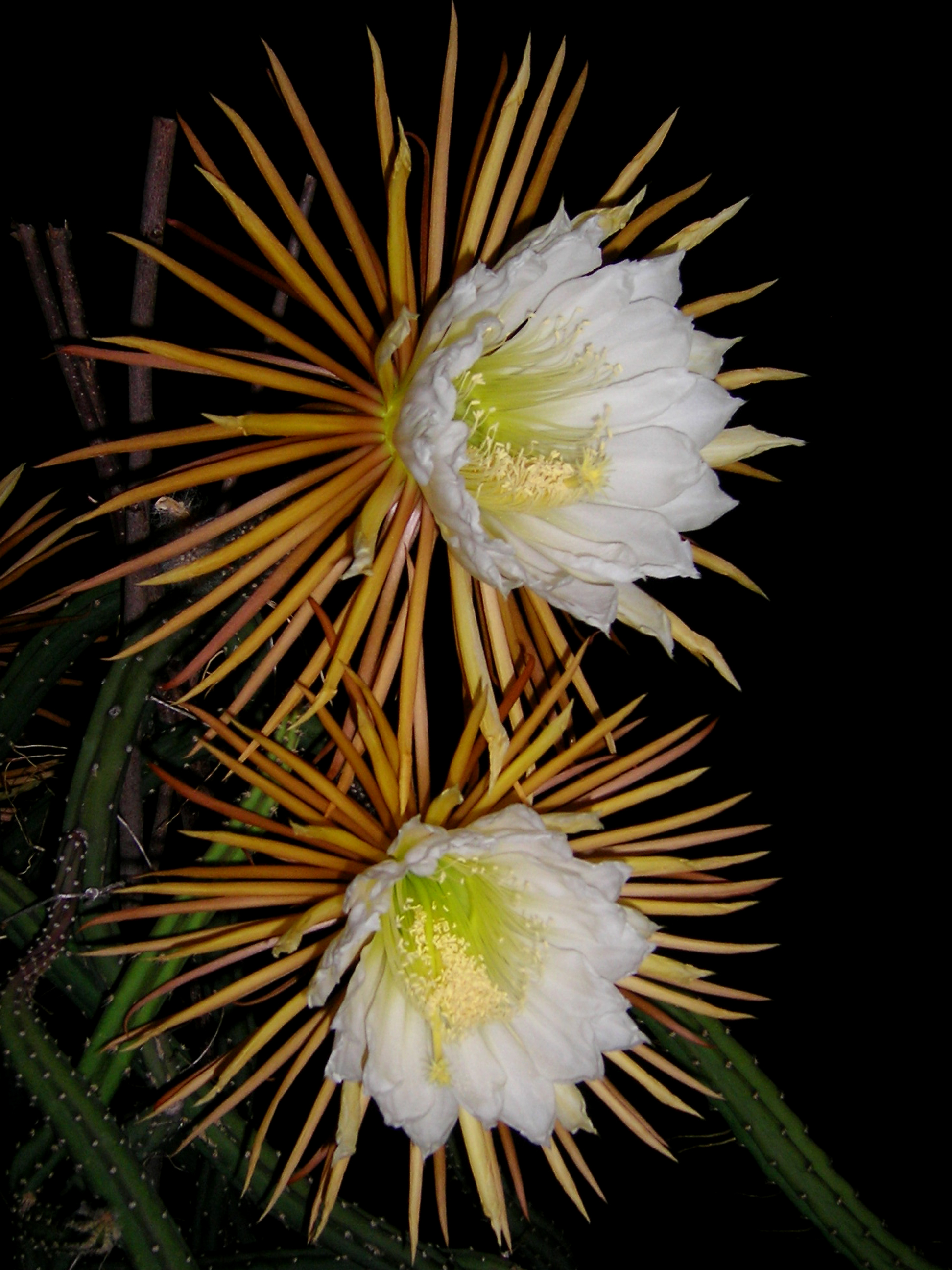